# Wiersze o bitwie pod Grunwaldem

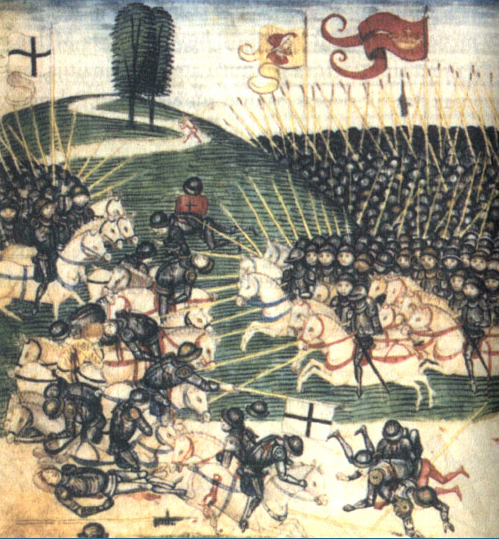
Bitwa pod Grunwaldem, Diebold Schilling, miniatura (XV wiek)

Wiersze o bitwie pod Grunwaldem – polskie średniowieczne pieśni poświęcone zwycięstwu w bitwie pod Grunwaldem.
Zwycięstwo pod Grunwaldem zajęło ważne miejsce w świadomości Polaków nie tylko w latach bezpośrednio po bitwie, ale też w kolejnych wiekach. Już w 1411 król Władysław Jagiełło nakazał obchodzić dzień 15 lipca (rocznica bitwy) jako święto. Zwycięstwo opiewane było w licznych utworach zarówno w języku łacińskim, jak i polskim, z których większość nie dochowała się jednak do czasów współczesnych.

## Język polski
Rocznikarze z XV w. przekazali informację, że w kraju śpiewano wiele utworów o zwycięstwie pod Grunwaldem. Zachowały się jednak tylko incipity pieśni, zanotowane przez kronikarzy renesansowych:
- Hej, Polanie, z Bogiem na nie / Już nam Litwy nie dostanie
- Witołt idzie po ulicy, / Za nim niesą dwie szablicy

## Język łaciński
Dziewiętnastowieczny historyk Henryk Zeissberg twierdził, że w rękopisach napotkał kilkadziesiąt utworów związanych z bitwą pod Grunwaldem. Współczesne badania pozwoliły jednak zidentyfikować tylko kilka takich utworów.
Pod względem językowym i artystycznym utwory te nie wyróżniały się. Pisane były zwykle leoninami, jednak z licznymi odstępstwami od normy. Zawierały wiele słów charakterystycznych dla łaciny średniowiecznej, nieznanych w starożytności.
Wybrane utwory:
- Anno milleno quadringentesimo deno… (Roku pańskiego tysiąc czterysta dziesiątego…) – najobszerniejszy z zachowanych wierszy. Oryginał został wręczony prawdopodobnie Władysławowi Jagielle już w 1410 lub 1411. Utwór znany jest z pięciu różnych kopii sporządzonych w latach około 1434 lub 1444-1487. Utwór składa się z 52 wersów. Oparty jest na wzorach średniowiecznej epiki heroicznej.
- Anno milleno quadringentesimo deno… (Roku pańskiego tysiąc czterysta dziesiątego…) – czterowiersz wpisany do Rocznika miechowskiego około 1411. Autorem tekstu mógł być kanonik z klasztoru bożogrobców w Miechowie.
- Anno M[illeno] C quatuor iungeque deno… (Roku Pańskiego tysiąc czterysta dziesiątego…) – anonimowy utwór zanotowany w Roczniku świętokrzyskim nowym, sporządzonym przez bliżej nieznanego zakonnika Jana z klasztoru benedyktynów w  Mogilnie. Rocznik wraz z wierszem przepisany został w 1437.
- Illustris princeps Wladislaus rex Polonorum… (A więc wspaniały książę, król Polski, Władysław…) – utwór powstał prawdopodobnie w latach 1414-1426. Zachował się w kopii z lat 1450-1471.
- jednowierszowe chronostychy zawierające zaszyfrowaną datę bitwy pod Grunwaldem